# Естердајхстрих
Естердајхстрих (њем. Oesterdeichstrich) општина је у њемачкој савезној држави Шлезвиг-Холштајн. Једно је од 115 општинских средишта округа Дитмаршен. Према процјени из 2010. у општини је живјело 295 становника. Посједује регионалну шифру (AGS) 1051084.

## Географски и демографски подаци
Естердајхстрих се налази у савезној држави Шлезвиг-Холштајн у округу Дитмаршен. Општина се налази на надморској висини од 0 метара. Површина општине износи 4,6 km². У самом мјесту је, према процјени из 2010. године, живјело 295 становника. Просјечна густина становништва износи 64 становника/km².

## Међународна сарадња
| Мјесто         | Држава    | Врста сарадње | Од    |
| -------------- | --------- | ------------- | ----- |
| Камаре на Мору | Француска | партнерство   | 1966. |
| Извор          |           |               |       |